# 푸싱먼역
푸싱먼역(중국어 간체자: 复兴门站, 정체자: 復興門站, 병음: Fùxīngmén Zhàn 부흥문참[*])은 부흥문 부근에 위치한 베이징 지하철 1호선과 베이징 지하철 2호선의 환승역이다. 1969년 10월 1일에 개통하였으나, 민간인에게 개방된 것은 1977년부터였다. 1984년 9월 20일 2호선 전 구간이 개통되면서 기존의 지하철 노선이 1호선과 2호선으로 노선계통이 분리되어 미직결 형태의 단순한 환승역이 되었다.

## 역 구조
지하 1층에 2호선 승강장이, 지하 2층에 1호선 승강장이 각각 위치하고 있다.

### 층별 구조
| 지면     | 출구                            | A–D출구, 안전점검, 자동발매기, 출입 게이트   |  |
| 지하 1층 | 대합실                          | 서대합실, 북대합실, 환승통로                 |  |
| 지하 2층 | 대합실                          | 동대합실, 환승통로                           |  |
| 지하 2층 | ← 북                            | ■ 2호선 내선순환 (푸청먼)                    |  |
| 지하 2층 | 섬식 승강장, 왼쪽 출입문이 열림 |                                              |  |
| 지하 2층 | → 남                            | ■ 2호선 외선순환 (창춘제)                    |  |
| 지하 3층 | ← 서                            | ■ 1호선 핑궈위안 방면 (난리스루)             |  |
| 지하 3층 | 섬식 승강장, 왼쪽 출입문이 열림 |                                              |  |
| 지하 3층 | → 동                            | ■ 1호선 유니버설 리조트 방면 (바퉁선) (시단) |  |

### 대합실과 환승
푸싱먼역에는 총 3개의 대합실이 설치되어 있는데, 이 중 2개는 각각 2호선 역의 남북 양단에 위치하고 있으며, 북대합실은 A출구과 연결되어 있으며, 남대합실은 D출구과 연결되어 있다. 또 다른 대합실은 1호선 역의 동단에 위치하고 있으며 B,C출구와 연결되어 있다. 북대합실과 남대합실에는 각각 동대합실으로 가는 양방향 환승통로가 있다. 2호선에서 1호선으로 환승은 2호선 승강장 중부의 환승통로를 통해 1호선 승강장으로 내려 갈 수 있지만 이 통로는 역으로 환승할 수 없다. 1호선에서 2호선으로 환승은 동대합실로 올라가며, 남쪽이나 북쪽의 환승통로를 거쳐 2호선 대합실으로 간다.

### 승강장
푸싱먼역 1호선, 2호선 승강장은 모두 섬식 승강장으로 이중 2호선 승강장은 푸싱먼 북대가-푸싱먼 남대가 밑, 1호선 승강장은 푸싱먼 내대가 밑, 두 노선은 T형태로 배치되어 있다. 2호선 승강장 중앙에는 하층 1호선 승강장으로 통하는 단방향 통로가 있으며, 통로 입구 위쪽에는 “共青团站(공청단 역)” 현판이 걸려 있다.

### 출구
이 역은 4개의 출구가 있다. : A(서북), B(동북), C(동남), D(서남).
| 번호                                 | 출구 인근                                                |
| ------------------------------------ | -------------------------------------------------------- |
| 出口 · A                             | 푸싱먼 북대가(동측), 바이성 쇼핑센터                     |
| 出口 · B                             | 바이성 쇼핑센터, 진룽 대가, 중국인민은행                 |
| 出口 · C                             | 푸싱먼 내대가(남측), 중앙방송대학, 위안양 빌딩(远洋大厦) |
| 出口 · D                             | 푸싱먼 남대가(동측), 톈인 빌딩(天银大厦)                 |
| 아이콘 설명: 경사로 \| 휠체어 리프트 |                                                          |

## 역세권 정보
- 중앙인민방송
- 중국인민은행 본점
- 중국교통은행 본점
- 중국건설은행 본점
- 중화인민공화국 세관 본서

## 역사

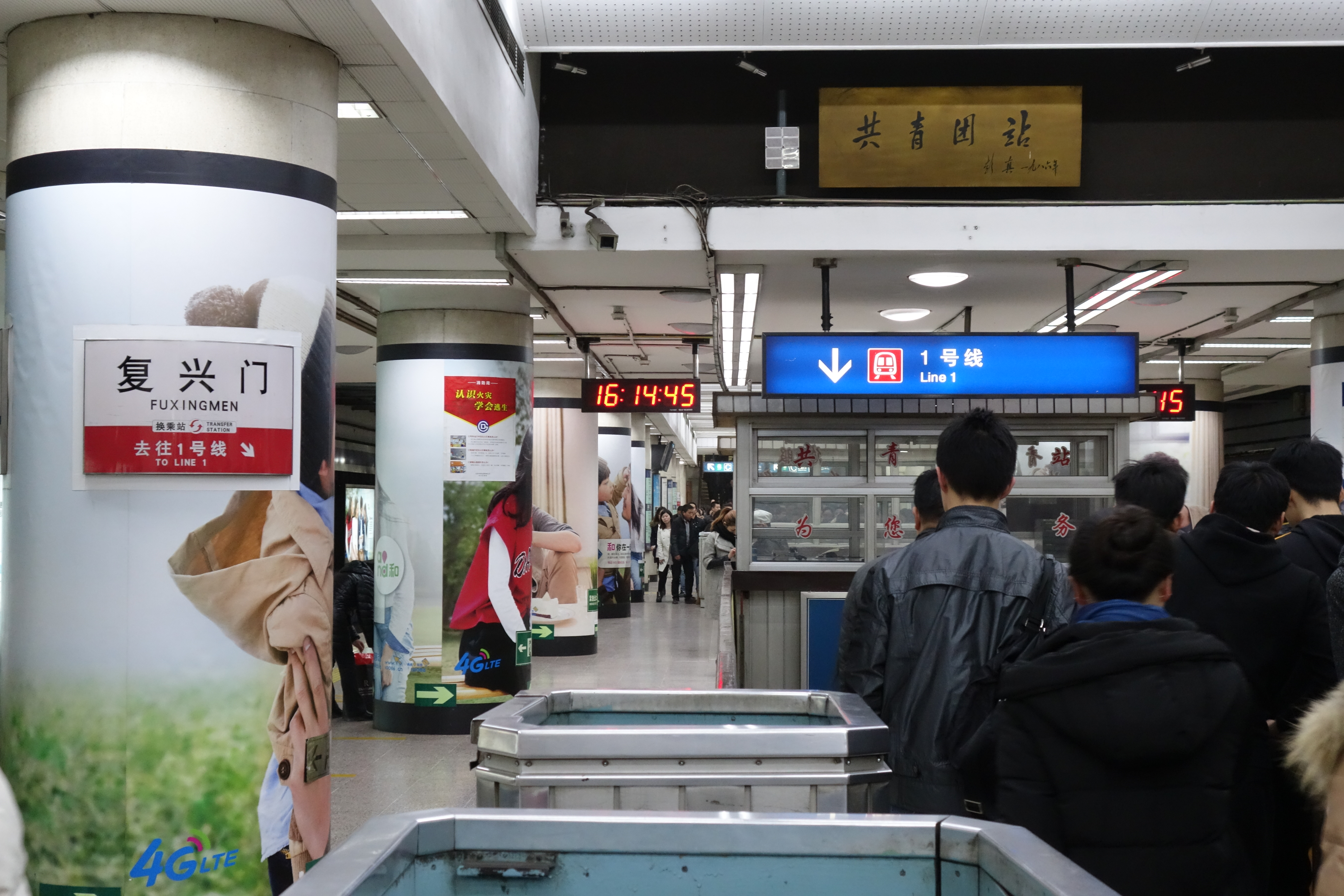
1-2호선 환승 통로 위쪽 “共青团站(공청단역)” 현판

1984년 9월 20일, 푸싱먼역은 베이징 지하철 2기 공사의 일부로 개업하였다.
1985년 1월 1일 전국인민대표대회 상무위원장 펑전(彭真)이 베이징 지하철을 방문해 푸싱먼역에 "공청단(共青團)역"이란 문구를 썼다.
1987년 12월 28일 베이징 지하철이 1호선 및 2호선으로 재편되면서 푸싱먼역은 2개노선 환승역이 되었다.

## 인접역
| 베이징 지하철 1호선    | 베이징 지하철 1호선   | 베이징 지하철 1호선 |
| ---------------------- | --------------------- | ------------------- |
| 난리스루 핑궈위안 방면 | ■ 베이징 지하철 1호선 | 시단 쓰후이둥 방면  |
| 베이징 지하철 2호선    |                       |                     |
| 창춘제 외선순환        | ■ 베이징 지하철 2호선 | 푸청먼 내선순환     |